# Maróti Gábor (zeneszerző)
Maróti Gábor (Sopron, 1978. január 3. –) zeneszerző, főiskolai tanár.

## Pályafutása
Zeneszerzői tevékenységének középpontjában az egyházi zene áll, 2000-től publikál, zenei alkotásai mellett jelentős tudományos tevékenységet végez, melynek eredményeit folyóiratokban és szakkönyvekben közli. A Magyar Tudományos Akadémia köztestületi tagja, munkáját a Magyar Tudományos Akadémia Filozófiai és Történettudományok Osztályának Filozófiai Bizottságában végzi.
A Győri Hittudományi Főiskola Egyházzenei Tanszékének tanszékvezető tanára, a Győri Egyházmegye zeneigazgatója. Zenetudományi szakterülete a 17. századi anonim orgona kéziratok jelzésterminológiájának tipológiája.
Zeneszerzői tevékenysége mellett előadóművészként is közreműködik hanglemezek elkészítésében valamint magyarországi műemlékorgonák bemutatásában.

## Fokozatok
PhD. Budapest 2005. 2008. Trier, 2006. (dr. Stud. Musicolog.)

## Diszkográfiája
- A Gönyűi Római Katolikus Templom Op. 1459. sz. műemlékorgonája (előadó, zeneszerző) Kiadó: Győri Hittudományi Főiskola Egyházzenei Tanszék hanganyag részlet: https://www.youtube.com/watch?v=BU1W1hUDFUY&feature=youtu.be
- A Soproni Szent György Templom 1633-ban épült műemlékorgonája (előadó) Kiadó: Győri Hittudományi Főiskola Egyházzenei Tanszék hanganyag részlet: https://www.youtube.com/watch?v=cCuXbImnbgA&feature=youtu.be
- A Győr-Gyárvárosi Jézus Szíve Plébániatemplom műemlékorgonája (előadó, zeneszerző) Kiadó: Győri Hittudományi Főiskola Egyházzenei Tanszék hanganyag részlet: https://www.youtube.com/watch?v=S7QEyc9xIO0&feature=youtu.be
- A Felsőörsi Prépostsági templom 1745-ben épült műemlékorgonája (előadó) Kiadó: Győri Hittudományi Főiskola Egyházzenei Tanszék hanganyag részlet: https://www.youtube.com/watch?v=aok9diSpqs8&t=6s.
- Organ Music from the Basilica - Cathedral of Győr (előadó, zeneszerző) Kiadó: Győri Hittudományi Főiskola Egyházzenei Tanszék hanganyag részlet: https://www.youtube.com/watch?v=-dgrRuEykso
- Zeneszerzői önálló hanglemeze: Liturgikus orgonadarabok (ea: Soós Gábor orgonaművész, zenei rendező: Maróti Gábor, hangmérnök: Cserni Kálmán) hanganyag és kották: http://liturgikus-orgonazene.bloglap.hu/oldalak/maroti-gabor-liturgikus-orgonadarabok-cd-38163/ Kiadó: Győri Hittudományi Főiskola Egyházzenei Tanszék
- Canticum Mariae (zenei rendező, zeneszerző) Kiadó: Győri Egyházmegye Püspöki Vagyonkezelő hanganyag részlet: https://www.youtube.com/watch?v=Sr6CYZtHSbY

Zenetudományi szakterülete: 16-17. századi anonim orgona-kéziratok forrás-közléstani elemzése, tipográfiai jelzésterminológiája.

## Fontosabb művei
- Jubileumi Mise (2000, nőikar, gyermekkar, orgona)
- Himnusz Szent István Királyhoz, kantáta (2000, nőikar, gyermekkar, a cappella)
- Tibi Traditus Sum, kantáta (2001, gyermekkar, vegyeskar, orgona)
- Paschale Jesu gaudium, kantáta (2001, gyermekkar, orgona, trombita, bariton szóló)
- Örülj Anyánk, Pannónia!, kantáta (2002, vegyeskar, orgona)
- Ave Maria, motetta (2002, vegyeskar)
- Tavaszi Kantáta (2002, gyermekkar, vonós kamaraegyüttes)
- Orgonaművek, korálharmonizációk, fantáziák (1999-2002) https://soundcloud.com/so-s-g-bor-605259819/26-partita-ii-az-uristent-magasztalom-ee-190
- Szóló fuvolaművek (1999-2002)
- Missa Simplex (2002)
- Magyar Mise (2002)
- 5 Himnusz (2012, egyneműkar, orgona)
- Missa Pentatonica (2013, gyermekkar, orgona)
- 2 kíséret harmonizáció, Szigeti Kilián OSB Missa Hungarica c. ordináriumához, társszerző: Kovács Szilárd (2016, kotta: http://liturgikus-orgonazene.bloglap.hu/dokumentumok/szigeti_50_eves_evfordulora.pdf)
- Örülj, Krisztus szűz Szülője (2017, szoprán szóló, orgona https://www.youtube.com/watch?v=-xbxW7PkFgc kotta: http://liturgikus-orgonazene.bloglap.hu/dokumentumok/maroti_gabor_orulj_krisztus_szuz_szuloje.pdf)
- Mária Siralom (2012, szoprán szóló, orgona https://www.youtube.com/watch?v=Sr6CYZtHSbY)
- A Nemzetközi Eucharisztikus Kongresszus alkalmából komponált intonációk a SzVU énektár Oltáriszentség énekeihez, 2018, https://www.youtube.com/watch?v=FSZrlTFxrSA kotta: http://liturgikus-orgonazene.bloglap.hu/dokumentumok/maroti_gabor_oltariszentseg_elojatekok.pdf)
- Nagyboldogasszony és Szent István király ünnepének intonációi, 2018, https://www.youtube.com/watch?v=oO1uVrYzQwQ kotta: http://liturgikus-orgonazene.bloglap.hu/dokumentumok/maroti_gabor_aug15_20_elojatekok.pdf)
- Húsvéti népének intonációk, 2018, https://www.youtube.com/watch?v=83v_zqeWJ1U kotta: http://liturgikus-orgonazene.bloglap.hu/dokumentumok/maroti_gabor_hat_rovid_husveti_elojatek.pdf)
- Intonációk Urunk mennybemenetelétől Úrnapjáig, 2018, https://www.youtube.com/watch?v=mSyYebTH-yw kotta: http://liturgikus-orgonazene.bloglap.hu/dokumentumok/maroti_gabor_mennybementel_punkosd_szentharomas_urnapja.pdf)
- A Szent László év alkalmából komponált film kísérőzene, 2 változat, 2017. https://www.youtube.com/watch?v=wFljhOvUAuQ, http://liturgikus-orgonazene.bloglap.hu/cikkek/szent-laszlo-film-kiserozene-64453/)
- Intonációk a SzVU népénektár évközi miseénekeihez, introitus-offertorium https://www.youtube.com/watch?v=jHFDgkDtHVE kotta: http://liturgikus-orgonazene.bloglap.hu/dokumentumok/maroti_gabor_szentmise_enek_elojatekok.pdf
- Intonációk Mindenszentek főünnepére, halottak napjára és a gyászszertartásokhoz, https://www.youtube.com/watch?v=cwSrHKsMDcs Kotta: http://liturgikus-orgonazene.bloglap.hu/cikkek/mindenszentek-es-halottak-napi-elojatekok-67492/
- Intonációk a Szent Vagy Uram énektár ádventi népénekeihez, https://www.youtube.com/watch?v=Ud0Vf-hnqbQ kotta: http://liturgikus-orgonazene.bloglap.hu/dokumentumok/maroti_gabor_adventi_elojatekok.pdf
- Intonációk karácsonyi és újévi népénekekhez, https://www.youtube.com/watch?v=HUSsl2XqwFc kotta: http://liturgikus-orgonazene.bloglap.hu/dokumentumok/maroti_gabor_karacsonyi_elojatekok.pdf
- Intonációk a Szent Vagy Uram énektár bűnbánati, nagyböjti és nagyheti énekeihez, hanganyag: https://www.youtube.com/watch?v=1OmHDq0QD_4 kotta: http://liturgikus-orgonazene.bloglap.hu/dokumentumok/kotta/maroti_gabor_nagybojti_elojatekok.pdf